# Home (Dream Theater)
Home (indicato nell'album come Scene Six: Home) è un singolo del gruppo musicale statunitense Dream Theater, pubblicato l'11 ottobre 1999 come primo estratto dal quinto album in studio Metropolis Pt. 2: Scenes from a Memory.

## Tracce
Testi di Mike Portnoy, musiche dei Dream Theater.
1. Home (Edit) – 5:40
2. Home (LP Version) – 13:05
3. Audio Bio – 0:46

## Formazione
- James LaBrie – voce
- John Petrucci – chitarra, voce
- John Myung – basso
- Jordan Rudess – tastiera
- Mike Portnoy – batteria, percussioni, voce